# Cidade Universitária (stație de metrou din Lisabona)
Cidade Universitária este o stație a liniei galbene a metroului din Lisabona, situată sub strada Avenida Professor Gama Pinto, oferind posibilitate de acces la Arhivele Torre do Tombo, la spitalul Santa Maria și mai ales la campusul Universității Lisabona, de unde și denumirea ei.

## Istoric
Cidade Universitária a fost inaugurată pe 14 octombrie 1988, odată cu extinderea liniei galbene a metroului către campusul universitar.
Proiectul original al stației aparține arhitectului Sanchez Jorge, iar decorațiunile aparțin pictoriței Maria Helena Vieira da Silva și au fost transpuse pe azulejo de către pictorul și ceramistul Manuel Cargaleiro.
În luna mai 2019, în scopul reducerii consumului de energie electrică din rețea, Metroul din Lisabona a anunțat că a demarat un proiect de înlocuire a iluminatului existent în mai multe stații, inclusiv în „Cidade Universitária”, cu corpuri de iluminat funcționând pe baza tehnologiei LED, având o durată de viață mai mare și permițând o scădere a costurilor cu energia de până la 60%.

## Legături

### Autobuze orășenești

#### Carris
- 731 Av. José Malhoa ⇄ Moscavide Centru
- 735 Cais do Sodré ⇄ Hospital Santa Maria
- 738 Quinta dos Barros ⇄ Alto de Santo Amaro
- 755 Poço do Bispo ⇄ Sete Rios
- 764 Cidade Universitária ⇄ Damaia de Cima
- 768 Cidade Universitária ⇄ Quinta dos Alcoutins[5]

#### Transportes Sul do Tejo
- 176 Almada (Praça S. J. Batista) ⇄ Lisabona (Cidade Universitária) (via Alcântara)[6]